# Čakovec
Čakovec (kroatisk udtale: [tʃâkoʋets]; ungarsk: Csáktornya; latin: Aquama; tysk: Tschakathurn) er en by i det nordlige Kroatien med 27.122 (2021) indbyggere.
Čakovec er beliggende ca. 90 kilometer nord for Kroatiens hovedstad Zagreb. Den er både hovedby og den største by i Međimurje distrikt, det nordligste, mindste og tættest befolkede distrikt i Kroatien.

## Historie
Ifølge geografen Strabos rapporter i det 1. århundrede var byen Čakovec  stedet for Aquama (våd by) i romertiden og på det tidspunkt et marskland, en militærpost og en legionærlejr.
Navnet Čakovec (ungarsk: Csáktornya, tysk: Csakathurn eller Tschakathurn) kommer fra fornavnet på ispánen Csák Hahót. I begyndelsen af det 13. århundrede opførte han den træbefæstning, som senere fik navnet Csáks tårn (kroatisk: Čakov toranj). Det blev nævnt for første gang i 1328, og stedet dukkede op i de officielle bøger i 1333. Fra 1350 til 1397 var den i Huset Laczkfys besiddelse, fra 1405 til 1461 i Greverne af Celjes og fra 1473 til 1540 i Huset Ernušts besiddelse. Byen såvel som Međimurje distrikt var en del af det tidligere Varaždin distrikt indtil 1720. Da grev Johann Michael von Althan blev ejer af Međimurje i 1719, blev Čakovec og hele regionen allerede året efter løsrevet fra Kroatien og inkluderet i det tidligere Zala distrikt, dvs. ind i hovedparten af Habsburg Kongeriget Ungarn. Byen var en del af Ungarn indtil 1918, hvor den blev føjet til Kongeriget af Serbere, Kroater og Slovenere.

## Befolkning
Čakovecs administrative område  omfatter følgende bosættelser:
- Čakovec, befolkning 15.147
- Ivanovec, befolkning  2.093
- Krištanovec, befolkning  626
- Kuršanec, befolkning  1.584
- Mačkovec, befolkning  1.326
- Mihovljan, befolkning  1.380
- Novo Selo na Dravi, befolkning  634
- Novo Selo Rok, befolkning  1.441
- Savska Ves, befolkning  1.217
- Slemenice, befolkning  244
- Šandorovec, befolkning  335
- Totovec, befolkning  534
- Žiškovec, befolkning  543

De tilstødende landsbyer Belica, Nedelišće, Pribislavec, Strahoninec og Šenkovec er sæder for separate kommuner, selvom de alle ligger inden for 5 km af byens centrum.